# Disney’s River Country
Disney's River Country — первый аквапарк Диснейуорлд. Был расположен на берегу озера Бэй, недалеко от курорта Disney's Fort Wilderness Resort & Campground. Открылся 20 июня 1976 года и временно закрылся 2 ноября 2001 года, 20 января 2005 года компания Walt Disney объявила, что парк закрывается навсегда. Это сделало Disney's River Country вторым парком Disney, который закрылся навсегда. В 2022 году планировалось открыть отель Reflections — A Disney Lakeside Lodge на бывшей территории Disney's River Country.

## История

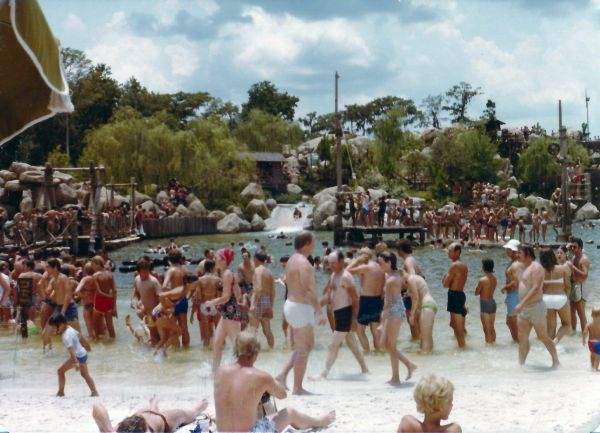
Disney's River Country в 1977 году

### Деятельность парка
Парк располагался на берегу озера Бэй, недалеко от острова Дискавери. Был оформлен в стиле дикой природы, использовались искусственные валуны и скалы. Первоначально парку планировалось дать название Pop's Willow Grove.
Парк отличался песчаным дном и уникальной системой фильтрации воды. Вода поступала из озера Бэй, которое было перекрыто плотиной, создавая искусственную лагуну. Уровень воды в парке был выше, чем в озере, что было сделано для предотвращения попадания нефильтрованной воды из озера.
В 1980 году 11-летний мальчик заразился амёбной инфекцией головного мозга после посещения Disney's River Country и умер. Должностные лица парка отметили, что подобные амёбные инфекции также относительно часто встречались в других местах, и заявили, что это неотъемлемая проблема пресноводных озёр в тёплую погоду, поэтому ее нельзя винить систему водоснабжения парка. В том же месяце во Флориде аналогичным образом умерли ещё трое детей. Две другие смерти в парке произошли в результате утопления в 1982 и 1989 годах.

### Закрытие парка

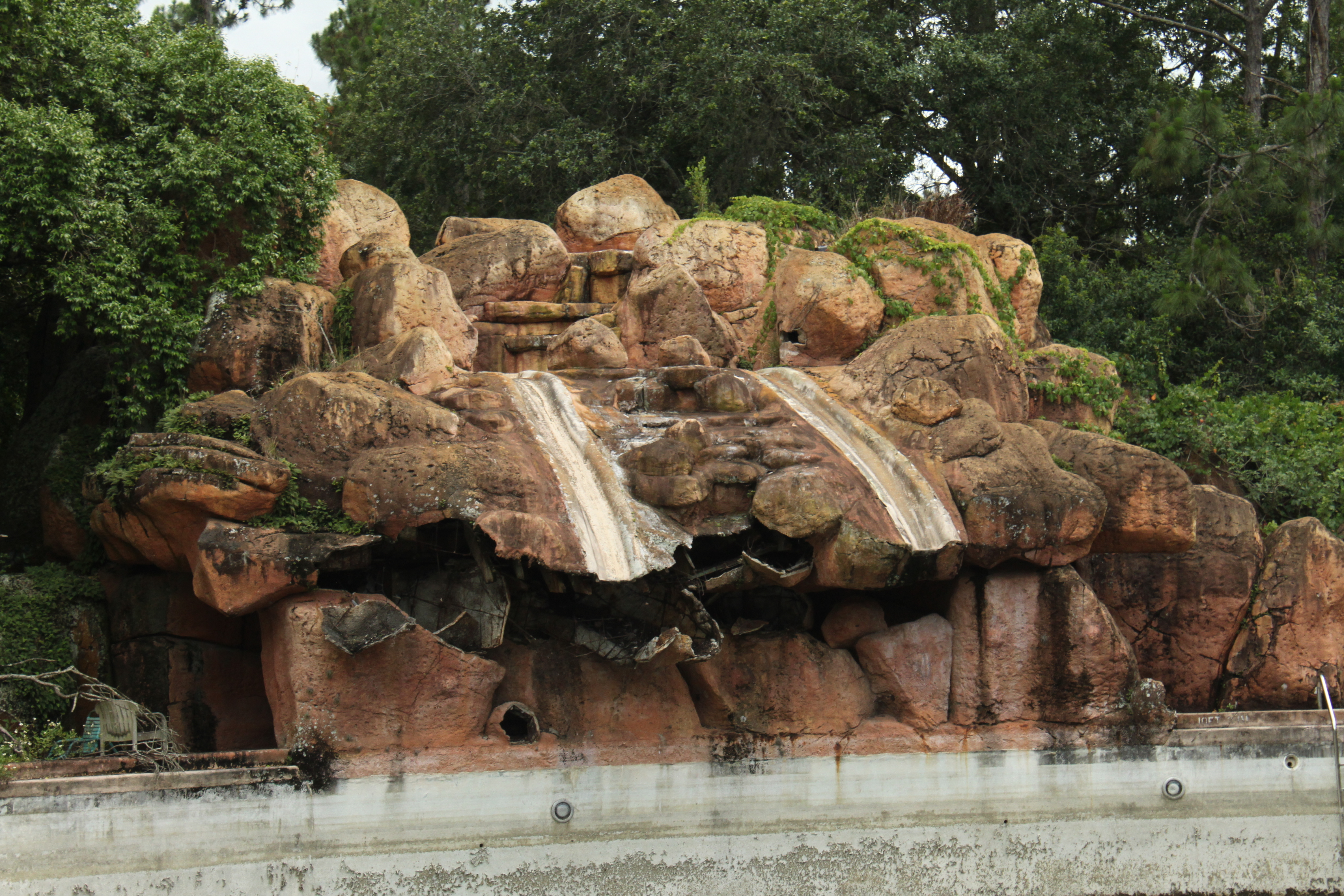
Горки Disney's River Country после закрытия (2013 год)

В 1989 году Дисней открыл второй аквапарк — Disney's Typhoon Lagoon; в нём было гораздо больше парковочных мест, гораздо больше горок, новые удобства и он имел гораздо бо́льшую площадь. Шесть лет спустя, в 1995 году, Disney открыл третий аквапарк — Disney's Blizzard Beach, который также был намного больше, чем River Country.
Парк закрылся 2 ноября 2001 года. Предполагалось, что он вновь откроется весной 2002 года. 11 апреля 2002 года газета Orlando Sentinel сообщила, что «первый аквапарк Уолта Диснея в мире, Ривер Кантри, закрылся и, возможно, больше не откроется». Представитель Disney World Билл Уоррен заявил, что River Country может быть вновь открыт, если «будет достаточный спрос».
В 2005 году Disney официально объявила, что River Country будет закрыта навсегда. River Country оставалась заброшенной в течение 17 лет. Аквапарк был огорожен табличками с надписью «Извините, River Country закрыт».

### Строительство отеля на месте парка
5 марта 2018 года Disney подала заявку на получение разрешений на строительство новой застройки под названием «проект 89», которая будет построена вдоль озера Бэй, рядом с бывшим местом расположения Ривер Кантри. Неделю спустя пошли слухи, что проект 89, скорее всего, станет еще одним тематическим курортным отелем Disney.
Данные о строительстве отеля были подтверждены 31 мая 2018 года, и большинство оставшихся сооружений парка были снесены 20 апреля 2019 года, чтобы освободить место для строительства отеля. Позже Disney официально объявила, что новый курорт будет посвящён природе и будет называться Reflections — A Disney Lakeside Lodge. Новый курорт рассчитан на 900 гостиничных номеров и должен открыться в 2022 году. Ресторан на берегу озера с персонажами из «Принцессы и лягушки» также планировалось открыть вместе с отелем в 2022 году.
Из-за пандемии COVID-19 Disney приостановила все строительные работы на территории нового отеля. Открытие было отложено.
В 2023 году на месте аквапарка была открыта гостиница "Disney's Contemporary Resort"

## Аттракционы

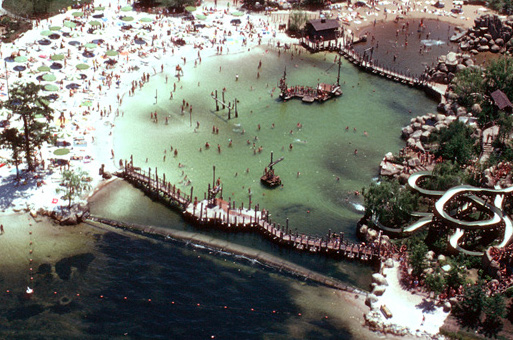
Disney's River Country в 1990 году